# Autostrada A2 (Algeria)
L'autostrada A2, chiamata anche Autostrada dell'Est (in francese: Autoroute de l'Est), è una delle più importanti autostrade dell'Algeria. Collega la capitale algerina al confine con la Tunisia passando dagli importanti centri di Costantina, Annaba e Setif. Ha una lunghezza di 658 km e fa parte del più ampio tracciato della Transmaghrebina.

## Storiɑ
I lavori per quest'autostrada sono iniziati nel 2008 ed il primo tratto è stato inaugurato nel 2013. I lavori si sono conclusi 12 agosto del 2023 con l'apertura al traffico della sezione Annaba Ovest-Raml Souk che fu l'ultimo tratto ad essere completato .

## Tabella percorso
La numerazione degli svincoli continua sulla 2a Tangenziale Sud e prosegue sulla A1 verso l'ovest.
*Su sfondo rosa il tratto in costruzione, su sfondo grigio il tratto in esercizio.
| Autostrada dell'Est |                                                               |      |      |                    |                |
| Tipo                | Indicazione                                                   | ↓km↓ | ↑km↑ | Provincia          | TAH            |
|                     | per Tunisi Confine di Stato - Tunisia                         | -    | -    | Jendouba           | Trans Africana |
|                     | Confine di Stato - Algeria Dogana di Raml Souk                | 0,0  | ..   | El Tarf            | Trans Africana |
|                     | Strada Regionale per Raml Souk inizio autostrada in esercizio | ..   | ..   | El Tarf            | Trans Africana |
| 1                   | El Kala - El Tarf Est                                         | 9,4  | ..   | El Tarf            | Trans Africana |
| 2                   | El Tarf Sud                                                   | 24,5 | ..   | El Tarf            | Trans Africana |
| 3                   | Lac des Oiseaux                                               | 49,6 | ..   | El Tarf            | Trans Africana |
| 4                   | Annaba Sud - Drean Area di servizio Hiboun                    | 84,4 | ..   | Annaba             | Trans Africana |
| 5                   | Annaba - Ain Berda - Guelma                                   | ..   | ..   | Annaba             | Trans Africana |
|                     | Area di sosta                                                 | ..   | ..   | Skikda             | Trans Africana |
| 6                   | Annaba Ovest - Ain Charchar                                   | ..   | ..   | Skikda             | Trans Africana |
| 7                   | Skikda - El Ghedir - Azzaba -                                 | ..   | ..   | Skikda             | Trans Africana |
| 8                   | Skikda - El Harrouche                                         | ..   | ..   | Skikda             | Trans Africana |
|                     | Tunnel d'El Kentour                                           | ..   | ..   | Skikda             | Trans Africana |
| 9                   | Zighoud Youcef                                                | ..   | ..   | Costantina         | Trans Africana |
|                     | fine autostrada in esercizio Strada di collegamento           | ..   | ..   | Costantina         | Trans Africana |
|                     | Tunnel de Djebel el Ouahch                                    | ..   | ..   | Costantina         | Trans Africana |
|                     | Strada di collegamento inizio autostrada in esercizio         | ..   | ..   | Costantina         | Trans Africana |
| 10                  | Costantina Est - El Meridj                                    | ..   | ..   | Costantina         | Trans Africana |
| 11                  | Costantina Sud - Oum El Bouaghi - Tébess Strada nazionale 3   | ..   | ..   | Costantina         | Trans Africana |
| 12                  | Costantina Aeroporto Strada Nazionale 79                      | ..   | ..   | Costantina         | Trans Africana |
| 12Bis               | Università Salah Boubnider                                    | ..   | ..   | Costantina         | Trans Africana |
| 13                  | Ain Smara Strada nazionale 5                                  | ..   | ..   | Costantina         | Trans Africana |
| 14                  | Oued Athmania                                                 | ..   | ..   | Mila               | Trans Africana |
|                     | Area di servizio di Milev                                     | ..   | ..   | Mila               | Trans Africana |
| 15                  | Tadjenanet - Chelghoum Laïd                                   | ..   | ..   | Mila               | Trans Africana |
| 16                  | El Eulma                                                      | ..   | ..   | Sétif              | Trans Africana |
|                     | Area di servizio di Babors                                    | ..   | ..   | Sétif              | Trans Africana |
| 17                  | Sétif Tangenziale Est                                         | ..   | ..   | Sétif              | Trans Africana |
| 18                  | Sétif Sud                                                     | ..   | ..   | Sétif              | Trans Africana |
| 19                  | Sétif Aeroporto                                               | ..   | ..   | Sétif              | Trans Africana |
|                     | Area di servizio di Babors                                    | ..   | ..   | Sétif              | Trans Africana |
| 20                  | Ain Taghrout - Ras El Oued                                    | ..   | ..   | Bordj Bou Arreridj | Trans Africana |
|                     | Area di servizio di Ain Zada                                  | ..   | ..   | Bordj Bou Arreridj | Trans Africana |
| 21                  | Bordj Bou Arreridj                                            | ..   | ..   | Bordj Bou Arreridj | Trans Africana |
| 22                  | El Achir                                                      | ..   | ..   | Bordj Bou Arreridj | Trans Africana |
| 23                  | Hammam El Biban - El Mehir                                    | ..   | ..   | Bordj Bou Arreridj | Trans Africana |
| 24                  | A20 Raccordo di Bejaia                                        | ..   | ..   | Bouira             | Trans Africana |
| 25                  | El Adjiba                                                     | ..   | ..   | Bouira             | Trans Africana |
|                     | Area di servizio di Bechloul                                  | ..   | ..   | Bouira             | Trans Africana |
|                     | Diramazione per Sour El Ghozlane                              | ..   | ..   | Bouira             | Trans Africana |
| 26                  | Bouira Est                                                    | ..   | ..   | Bouira             | Trans Africana |
| 27                  | Bouira Ovest                                                  | ..   | ..   | Bouira             | Trans Africana |
|                     | Tunnel de Ain Chriki                                          | ..   | ..   | Bouira             | Trans Africana |
| 28                  | Djebahia                                                      | ..   | ..   | Bouira             | Trans Africana |
| 29                  | Lakhdaria Sud                                                 | ..   | ..   | Bouira             | Trans Africana |
| 30                  | Lakhdaria Ovest                                               | ..   | ..   | Bouira             | Trans Africana |
|                     | Tunnel Bouzegza                                               | ..   | ..   | Boumerdès          | Trans Africana |
| 31                  | Khemis El Khechna                                             | ..   | ..   | Boumerdès          | Trans Africana |
| 32                  | 2a Tangenziale Sud Diramazione per Boumerdès                  | ..   | ..   | Boumerdès          | Trans Africana |
| 33                  | 2a Tangenziale Sud verso A1 e Birtouta                        | ..   | ..   | Boumerdès          | Trans Africana |
|                     | Diramazione per la Zona Ind. di Roubia                        | ..   | ..   | Boumerdès          | Trans Africana |
|                     | Bordj El Bahri (solo dir. sud)                                | ..   | ..   | Algeri             | Trans Africana |
|                     | A1 - 1a Tangenziale Sud Algeri                                | ..   | ..   | Algeri             | Trans Africana |